# Josef von Lipp

Josef von Lipp, der zweite Bischof von Rottenburg

Josef Lipp, ab 1848 von Lipp, (* 24. März 1795 in Holzhausen; † 3. Mai 1869 in Rottenburg am Neckar) war von 1848 bis zu seinem Tod römisch-katholischer Bischof von Rottenburg.

## Leben
Er studierte von 1815 bis 1818 Theologie an den Universitäten in Ellwangen und Tübingen und wurde 1819 zum Priester geweiht. 1824/25 war er Oberpräzeptor und Kaplan in Schwäbisch Gmünd. 1825 unterrichtete er am Gymnasium in Ehingen (Donau), 1833 erfolgte dort seine Ernennung zum Rektor. In dieser Zeit beteiligte er sich am Ehinger „Antizölibatsverein“ (1830/1831). 1845 wurde er Dekan und Stadtpfarrer in Ehingen mit dem Titel Kirchenrat. 1847 wurde er zum Zweiten Bischof von Rottenburg gewählt und am 19. März 1848 geweiht.
Das mit dem Bischofsamt verbundene Mandat in der Zweiten Kammer des Württembergischen Landtags ließ er stets ruhen.
Seine letzte Ruhestätte fand er in der Bischofsgruft der Friedhofskirche Sülchen.

## Ehrungen, Nobilitierung
Josef von Lipp erhielt 1848 das Kommenturkreuz des Ordens der württembergischen Krone, welches mit dem persönlichen Adelstitel (Nobilitierung) verbunden war. Außerdem wurde er mit dem Großkreuz des Friedrichs-Ordens und dem K.K mexikanischen Guadalupe-Orden geehrt.